# Orzecznictwo w Sprawach Służby Zdrowia
Orzecznictwo w Sprawach Służby Zdrowia – kwartalnik poświęcony problematyce służby zdrowia.
Każdy numer zawiera przegląd orzecznictwa z tego zakresu wraz z uzasadnieniami. Poszczególne rozdziały dotyczą m.in. warunków płacy i pracy w placówkach służby zdrowia, zagadnień organizacyjnych oraz relacji z pacjentami.